# Электроосмос

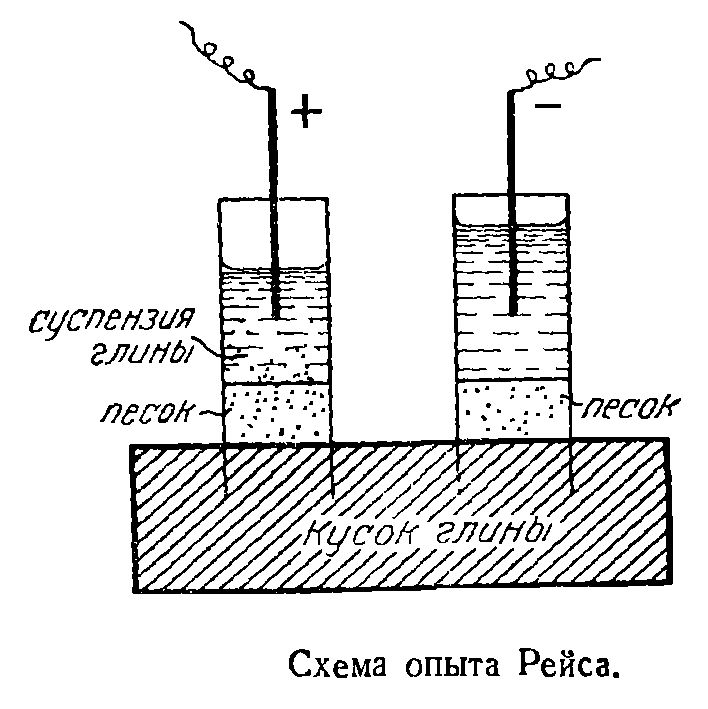
В кусок влажной глины вдавлены две стеклянные трубки и в полученные таким способом стаканчики насыпан хорошо промытый мелкий песок, а затем налита вода. После того, как в стаканчики с совершенно прозрачной над песком водой были опущены электроды от вольтова столба и подан ток, Рейс наблюдал, что в трубку с положительным электродом сквозь слой песка начали проникать частички глины, а вода постепенно снизу вверх мутнела. Перенос частиц глины к положительному электроду, свидетельствующий об их отрицательном заряде, есть проявление электрофореза, а понижение уровня воды в том стаканчике, куда проникала глина, и повышение уровня воды в другом стаканчике есть проявление электроосмоса

Электроосмос — это движение жидкости через капилляры или пористые диафрагмы (осмос) под влиянием электрического поля. Электроосмос — одно из основных электрокинетических явлений. 
Явление электроосмоса впервые было открыто в Москве в 1807 году профессором Московского университета Φ. Φ. Рейссом. В 1809 году, в «Записках Московского общества испытателей природы» была опубликована его работа «О новом действии гальванического электричества», в которой он подробно описал опыты, приведшие его к открытию нового, до того времени неизвестного явления.
Согласно формуле, выведенной Марианом Смолуховским, скорость электроосмотического течения пропорциональна величине внешнего поля и плотности заряда поверхности и обратно пропорциональна вязкости жидкости и толщине диффузного слоя. Однако эта формула полностью справедлива, лишь если скорость жидкости на стенке равна нулю («условие прилипания»), что характерно только для гидрофильных поверхностей. Вблизи гидрофобной стенки жидкость может течь против основного потока.
Электроосмос используют для удаления избыточной влаги из почв при прокладке транспортных магистралей и гидротехническом строительстве, для сушки торфа, а также для очистки воды, технических жидкостей и др. Явление электроосмоса используется также в физиологических экспериментах для введения веществ через микроэлектрод внутрь отдельной клетки.
Явление, обратное электроосмосу, носит название потокопроводности (эффекта Квинке) и заключается в возникновении разности электрических потенциалов (потенциала потока, потенциала протекания) за счёт потока вещества. Эффект назван во имени учёного, обнаружившего его при продавливании воды через пористую глиняную мембрану.